# 春风 (柚子单曲)
《春风》是日本二人组合柚子的第23张单曲。2007年3月7日由其所属公司Senha&Company发售。

## 收录曲
1. 春風 meets 葉加瀬太郎　（4:46）
  - 作詞・作曲: 岩泽厚治，編曲: 柚子、寺岡呼人（日语：寺岡呼人）
2. Snufkin　（3:32）
  - 作詞・作曲: 北川悠仁